# Маслакова Людмила Іллічна
Людмила Іллічна Маслакова (рос. Людмила Ильинична Маслакова, при народженні Жаркова, 26 лютого 1952) — радянська легкоатлетка, олімпійська медалістка.

## Виступи на Олімпіадах
| Олімпіада     | Дисципліна              | Місце     |
| ------------- | ----------------------- | --------- |
| Мехіко 1968   | біг на 100 метрів       | 5 h1 r2/4 |
| Мехіко 1968   | естафета 4 x 100 метрів | 3         |
| Мюнхен 1972   | біг на 100 метрів       | 8 h2 r3/4 |
| Мюнхен 1972   | естафета 4 x 100 метрів | 5         |
| Монреаль 1976 | біг на 100 метрів       | 5 h2 r3/4 |
| Монреаль 1976 | біг на 200 метрів       | 5 h4 r2/4 |
| Монреаль 1976 | естафета 4 x 100 метрів | 3         |
| Москва 1980   | біг на 200 метрів       | 7 h1 r3/4 |
| Москва 1980   | естафета 4 x 100 метрів | 2         |